# Золотарёвка (Ставропольский край)
Золотарёвка — село в Ипатовском районе (городском округе) Ставропольского края России.

## Варианты названия
- Фридрихсфельд,
- Золотарёвское,
- Золоторёвка[2].
- Золотарёвская
- Золотарёва,
- Ивановский[3]

## География
Расположено на правом берегу реки Большая Кугульта. Расстояние до краевого центра: 80 км. Расстояние до районного центра: 29 км.

## История
После окончания Русско-турецкой войны 1768—1774 годов в числе мер российского правительства, направленных на ускорение процесса колонизации пустующих земель Северного Кавказа (в том числе земель нынешнего Ставрополья), было заселение их иностранными колонистами, в особенности выходцами из Германии, Великобритании и ряда других стран.
14 (25) июля 1785 года императрицей Екатериной II был подписан манифест «О дозволении иностранцам селиться по городам и селениям Кавказской губернии и отправлять беспрепятственно торги, ремёсла и промыслы свои». В соответствии с этим документом колонистам, пожелавшим «основать своё жительство» в «стране Кавказской», гарантировалась надлежащая защита и получение денежных пособий для развития хозяйства, возможность широкой деятельности в области торговли и ремёсел, свобода вероисповедания, а также освобождение сроком на 6 лет от всех государственных податей.
Появление первых немецких переселенцев на Ставрополье относится ко 2-й половине XVIII века, а в XIX веке в регионе начали возникать самостоятельные поселения российских немцев.
В списке на 1873 год значится как посёлок Ивановский (Золотарёва).
Село основано 11 октября 1885 года на реке Большая Кугульта как немецкая колония Фридрихсфельд (нем. Friedrichsfeld). По другим данным земля, на которой устроена колония, куплена у помещика Золотарёва 8 ноября
1884 года. Входило в состав Благодатненской волости Ставропольского уезда Ставропольской губернии. Являлось административным центром Золотарёвской волости (нем. Amtsbezirksolotarjowka), включавшей населённые пункты Золотарёвка (Фридрихсфельд), Бетель, Блюменталь, Софиенталь (Софиевка).
XIX век
Земли, на которых находится село сейчас, принадлежали отставному генерал-майору И. Ф. Золотарёву — отсюда позже и произошло название населённого пункта. В 1882 году по наследству они перешли к его сыну — Фёдору, а он в 1885 году продал земли немцам из Херсонской губернии, основавшим там свою колонию Фридрихсфельд (по другим данным земля, на которой была устроена колония, куплена у Золотарёва 8 ноября 1884 года). Этот год считается годом основания села. До наших дней сохранились следы немецких колонистов.
Лютеранско-реформатско-баптистское село на собственной земле, основанное в 1885 году на правом берегу реки Большая Кугульта, в 80 км к северо-востоку от Ставрополя. Названо по фамилии бывшего землевладельца Золотарёва. В «Алфавитном списке владельцам частных земель, назначенных на 10 вёрстной карте Ставропольской губернии, составленной в 1896 году», в частности приводится информация о земельном участке (даче) под номером 57, отведённом для «Фридрихсфельд колонии, владения поселян Михаила Фишер, Ивана Коль и других» и ранее принадлежавшем действительному статскому советнику Золотарёву.
Основатели из Херсонской губернии. Относилось к лютеранскому приходу Ставрополя. В 1885 году площадь земель составляла 4270 десятин. На территории населённого пункта находились паровая мельница, кирпичный завод, ремесленные мастерские, торговые лавки.
По данным издания «Ставропольская губерния в статистическом, географическом, историческом и сельскохозяйственном отношениях», составленного в 1897 году инспектором народных училищ Ставропольской губернии Антоном Ивановичем Твалчрелидзе, колония Фридрихсфельд принадлежала к Благодатненской волости Ставропольского уезда, в ней насчитывалось 63 двора с 76 домами, население составляло 208 человек (104 мужчины и 104 женщины). В собственности колонистов находилось 4000 десятин удобной и 270 десятин неудобной земли. Местные жители в основном занимались земледелием и скотоводством, разводили на своих огородах картофель, лук и др. В четырёх хозяйствах имелись фруктовые сады, в семи — виноградники.

Колония редко страдает от засух и считается среднеурожайной. В ней сеется пшеница, ячмень и овес. В большом количестве сеется пшеница. В средний урожай колония собирает ее 5200 четв., а в хороший — 9100 четв. Зерно хлебных растений, обыкновенно, бывает среднего качества.— Твалчрелидзе А. И. «Колония Фридрихсфельд» (1897)
Колонисты применяли плодопеременную (плодосменную) систему обработки почвы. Землю вспахивали железными плугами, впрягая в них 2—3 пары лошадей. Кроме плугов в их хозяйствах также имелось 30 веялок, 42 косилки и 40 жаток. Сельскохозяйственные орудия немцы приобретали в Ставрополе и Армавире, а некоторые выписывали из Херсонской губернии.
Поголовье сельскохозяйственных животных в Фридрихсфельд включало 457 лошадей, 230 голов крупного рогатого скота и 157 свиней. Овец и коз колонисты не разводили.
XX век

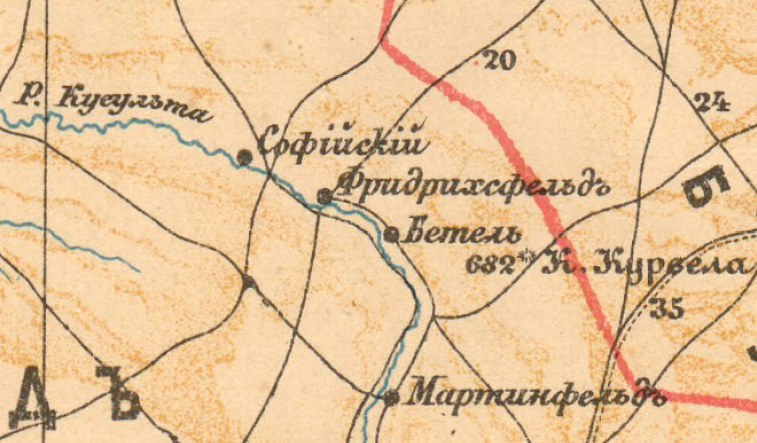
Колонии Мартинфельд, Бетель, Фридрихсфельд и посёлок Софийский на «Дорожной карте Кавказского края 1903 года»

Согласно «Памятной книжке Ставропольской губернии на 1904 год», в 1903 году колония Золотарёвка (Фридрихсфельд) относилась ко 2-му стану Ставропольского уезда. В колонии числилось 469 жителей, в распоряжении которых находилось 4000 десятин земли:3.
В соответствии со «Списками населённых мест Ставропольской губернии (по данным 1909 года)», в Золотарёвке насчитывалось 70 дворов с 628 жителями (300 мужчин и 328 женщин). В колонии действовали лютеранский молитвенный дом, 2 школы, 1 промышленное и 3 торговых предприятия. В каждом дворе были выкопаны колодцы, в 50-ти хозяйствах имелись цистерны с водой. Ещё одним источником водоснабжения для местных жителей служил пруд:20—21.
В 1916-1917 гг колония уже именовалась Золотарёвкой (Золотарёвской) и состояла в Благодатненской волости Ставропольского уезда вместе с колониями Мартыновка и Кубияровка,
посёлками Александровский, Доброволенский, Николаевский, Николина Пристань, Нововасильевский, Носачёвка, Софиевский и Дополнительный участок села Московского.
В 1920 году в Золотарёвке была образована коммуна «Красная Колония», в 1921 году — сельскохозяйственное товарищество «Золотарёвское».
6 ноября 1923 года вышел Декрет Всероссийского центрального исполнительного комитета «Об административном делении Ставропольской губернии», предусматривавший упразднение уездов и волостей и разделение губернии на районы и сельские общества. В 1924 году в губернии было образовано 12 районов, включая Виноделенский (с центром в селе Винодельном). В состав Виноделенского района вошли бывшие волости Ставропольского и Благодарненского уездов, в том числе Золотарёвская волость Ставропольского уезда.
13 февраля 1924 года Ставропольская губерния вошла в состав Юго-Восточной области (с 16 октября 1924 года — Северо-Кавказского края), а 2 июня того же года была преобразована в Ставропольский округ. В 1925 году в колонии Золотарёвка Виноделенского района Ставропольского округа Северо-Кавказского края было 192 двора и 834 жителя (374 мужчины и 460 женщин), функционировали 2 партийные организации, 2 начальные школы, 2 избы-читальни и 2 мельницы. Колония являлась административным центром Золотарёвского сельсовета, объединявшего 9 населённых пунктов:268—269. По данным переписи 1926 года, в Золотарёвке числилось 163 двора с населением 893 человека (404 мужчины и 489 женщин), из которых 790 — немцы:258.
В 1929 году в колонии образовались колхозы им. Тельмана и «12 лет Октября» (Кубияровка). В 1935 году они были объединены в колхоз им. Тельмана.

В советское время, в колхозном статусе, колонисты ничем особенным себя не отметили. По производственным показателям — из крепких средних хозяйств. Государственные планы и местные дополнения к нему по поставкам сельскохозяйственной продукции колхозники выполняли аккуратно.— «Российские немцы на Юге России и Кавказе» (2000)
В 1934 году создана Софиевская МТС, базировавшаяся в Золотарёвке и обслуживавшая 13 колхозов. Машинно-тракторный парк станции включал 20 тракторов, 2 комбайна, 2 грузовика. На 1 января 1935 года в селе действовала мельница № 2 Северо-Кавказского мельтреста, на которой трудилось 4 рабочих.
Перед Великой Отечественной войной Золотарёвка состояла из одной улицы. Ныне та носит название Первомайская и является одной из самых длинных в селе. Происхождение её наименования ставропольский журналист и краевед В. Н. Кротенко объясняет так: «Ежегодно на 1 мая у здания старой школы собирались люди, строились в праздничные колонны и с весёлыми песнями направлялись к зданию конторы, позднее — к зданию клуба, Дома культуры, где митинговали».
В период войны бо́льшая часть мужчин русской национальности, проживавших в селе, ушла на фронт. За годы ВОВ погибло 563 местных жителя.
В сентябре 1941 года, в ходе депортации немцев с территории СССР, немецкое население Золотарёвки было выслано в административном порядке в Казахскую ССР, а освободившиеся дома заняли переселенцы из близлежащих населённых пунктов. Из материалов, собранных в сводной базе данных «Жертвы политического террора в СССР» общества «Мемориал», известно, что репрессированных в 1941—1943 годах немецких жителей Золотаревки направляли на спецпоселение в ряд областей Казахстана, а также мобилизовывали на трудовые работы в других регионах (в частности на Урале).
В августе 1942 — январе 1943 года Золотарёвка была оккупирована гитлеровцами.
В 1957 году колхоз им. Тельмана был реорганизован в отделение зерносовхоза «Софиевский», административный центр которого находился в Золотарёвке.
В 1964 году упразднены хутора Успеновка и Штурпиловка Золотарёвского сельсовета — как слившиеся с селом Золотарёвка.
В 1972 году в селе открылось новое трёхэтажное здание школы № 4 на 450 мест, в 1975 году в селе начал действовать водопровод, построено здание Дома культуры на 600 посадочных мест.
До 1 мая 2017 года село было административным центром упразднённого Золотарёвского сельсовета.

## Население
| 1897  | 1903  | 1909  | 1917  | 1920  | 1925 | 1926 |
| ----- | ----- | ----- | ----- | ----- | ---- | ---- |
| 775   | ↘469  | ↗628  | ↗789  | ↗1025 | ↘834 | ↗893 |
| 1989  | 2002  | 2010  | 2014  | 2023  |      |      |
| ↗1186 | ↗1358 | ↘1289 | ↗1300 | ↘1122 |      |      |

Национальный состав
775/708 нем. (1897), 893/790 нем. (1926).
По данным переписи 2002 года, 91 % населения — русские.

## Золотарёвская волость
Золотарёвская волость/Amtsbezirk Solotarjowka, Ставропольская губ., Ставропольский у. У р. Бол. Кугульта, к сев.-вост. от Ставрополя. Включала нем. нас. пункты: х. Бетель, Блюменталь, Софиенталь, Фридрихсфельд. Центр – с. Фридрихсфельд (Золотарёвка).

## Инфраструктура
- Врачебная амбулатория. Открыта 20 сентября 1960 года[10]
- Социально-культурное объединение. Открыто 11 октября 1975 года как Дом культуры[10]
- Сбербанк, Доп.офис № 5230/0365
- Кладбище Золотарёвское (общественное открытое). Расположено в 200 м на север от автогаража СППК «Софиевский». Площадь 65 000 м²[54].

## Образование
Согласно справочнику «Ставропольская губерния в статистическом, географическом, историческом и сельскохозяйственном отношениях» (1897), в Фридрихсфельд существовало церковно-приходское лютеранское училище, располагавшееся в здании, построенном в 1893 году. В том же здании находилась и квартира учителя, состоявшая из двух комнат и кухни. В классе занималось 25 мальчиков и 18 девочек, их преподавателем был выпускник уездного училища. Годовой бюджет училища составлял 412 рублей, из которых 100 расходовались на отопление, 12 — на прислугу и 300 — на жалование учителю.
Сейчас в селе:
- Детский сад № 26 «Сказка». Образован 30 июля 1987 года[55].
- Средняя общеобразовательная школа № 4 с филиалами в посёлке Софиевский Городок и в селе Софиевка[56]. Открыта 15 сентября 1953 года

## Экономика
- Сельскохозяйственный племенной производственный кооператив «Софиевский»[57]. Образован 1 апреля 1957 года как совхоз «Софиевский»[58]. С 8 февраля 2000 года - СППК[10].

## Спорт
- Футбольная команда «Жемчужина». Основана в 1949 году[59].

## Религия
По сведениям А. И. Твалчрелидзе, в середине 1890-х годов жители населённого пункта по вероисповеданию делились на лютеран и реформатов; среди местного населения также были штундисты и субботники. В распоряжении лютеран имелось «особое здание», где по праздничным дням совершалось богослужение (там же находилось лютеранское церковно-приходское училище).
В настоящее время в селе действует православный храм Николая Чудотворца (относится к Ипатовскому благочинию Ставропольской епархии).

## Памятники
- Обелиск воинам, погибшим в годы Великой Отечественной войны. 1961 год[61].

## Археология
- У Золотарёвки в кургане катакомбной культуры обнаружена мраморная булава, являвшаяся символом власти её хозяина[62].